# Plexauridae
Die Plexauridae sind eine Familie der Achtstrahligen Korallen (Octocorallia), die in flachen bis mäßig tiefen Regionen des tropischen westlichen Atlantiks und des östlichen Pazifiks vorkommt.
Die Schwestergruppe der Plexauridae ist die Familie Pterogorgiidae.

## Merkmale
Die Arten der Familie Plexauridae bilden Tierkolonien, die aus vielen Einzelpolypen bestehen. Die Kolonien sind mehr oder weniger stark verzweigt, und mehr oder weniger buschig. Die Äste sind meist relativ dick. Sie werden von einem proteinhaltigen, hohlgekammertem Achsenskelett gestützt. Die Halftscheibe, mit der sie am Untergrund verankert sind, ist oft stark mit Aragonit verkalkt. Das Coenenchym ist normalerweise relativ dick. Kreisförmig um die Achse angeordnete Längskanäle trennen das Coenenchym in eine innere (axiale Hülle) und eine äußere Schicht. Die Sklerite der äußeren Coenenchymschicht sind spindel-, keulen-, blatt- oder windenförmig, die der inneren Schicht sind spindel- oder windenförmig. Die Sklerit sind oft violett gefärbt und in der Regel weniger als 0,3 mm lang. Die gleichmäßig über die Astoberflächen verteilten Polypen sind monomorph. In den Polypen fehlen oft Sklerite. Wenn vorhanden sind sie gebogene oder gerade Stäbchen oder Spindeln. Viele Arten der Familie Plexauridae leben in einer Endosymbiose mit einzelligen, symbiotischen Algen (Zooxanthellen), andere sind ohne Zooxanthellen, sind also auf planktonische Nahrung angewiesen.

## Gattungen
Zur Familie Plexauridae gehören fünf Gattungen:
- Eunicea Lamouroux, 1816
- Muricea Lamouroux, 1821
- Plexaura Lamouroux, 1812
- Pseudoplexaura Wright & Studer, 1889
- Swiftia Duchassaing & Michelotti, 1864

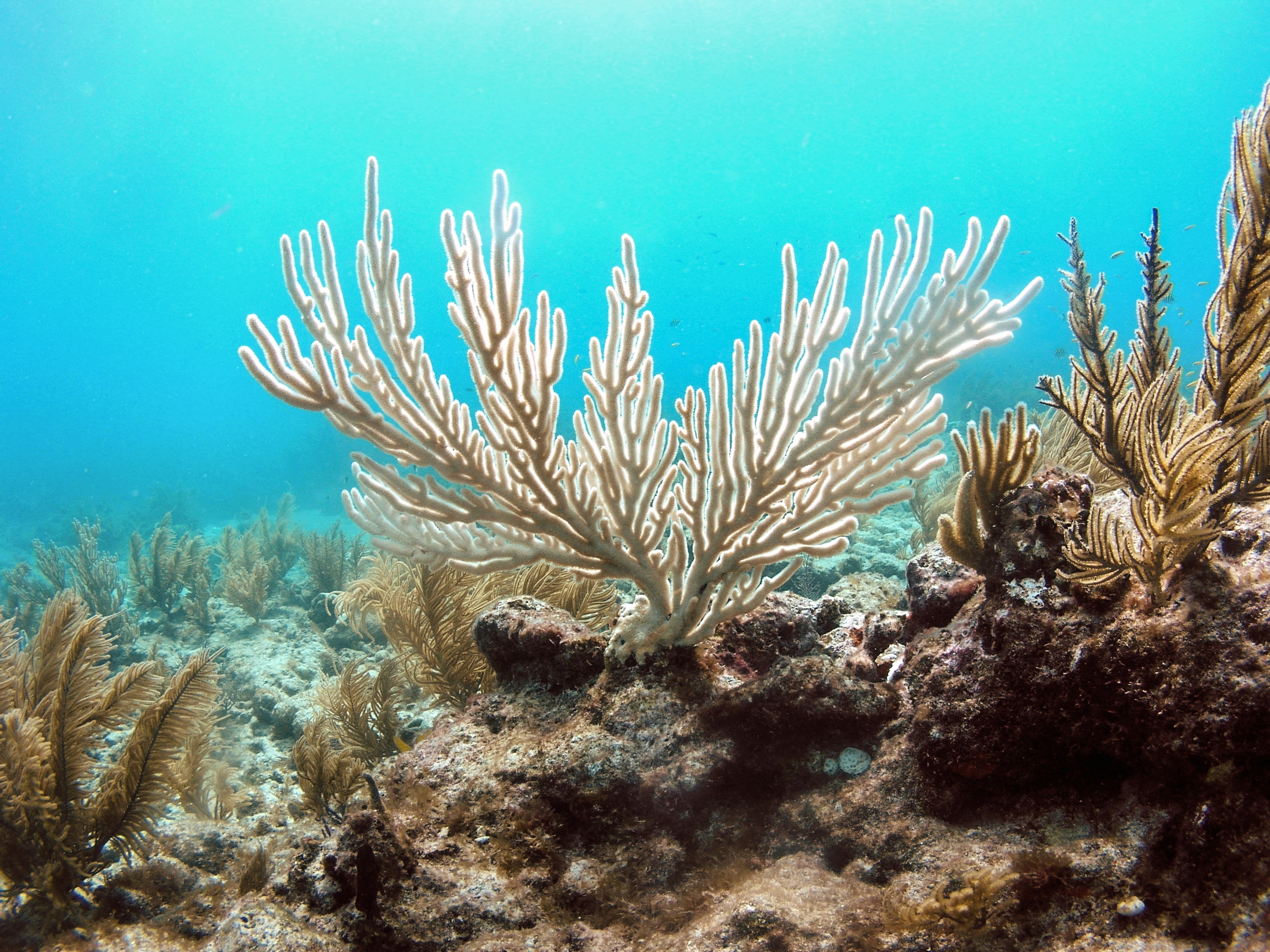
Eunicea flexuosa
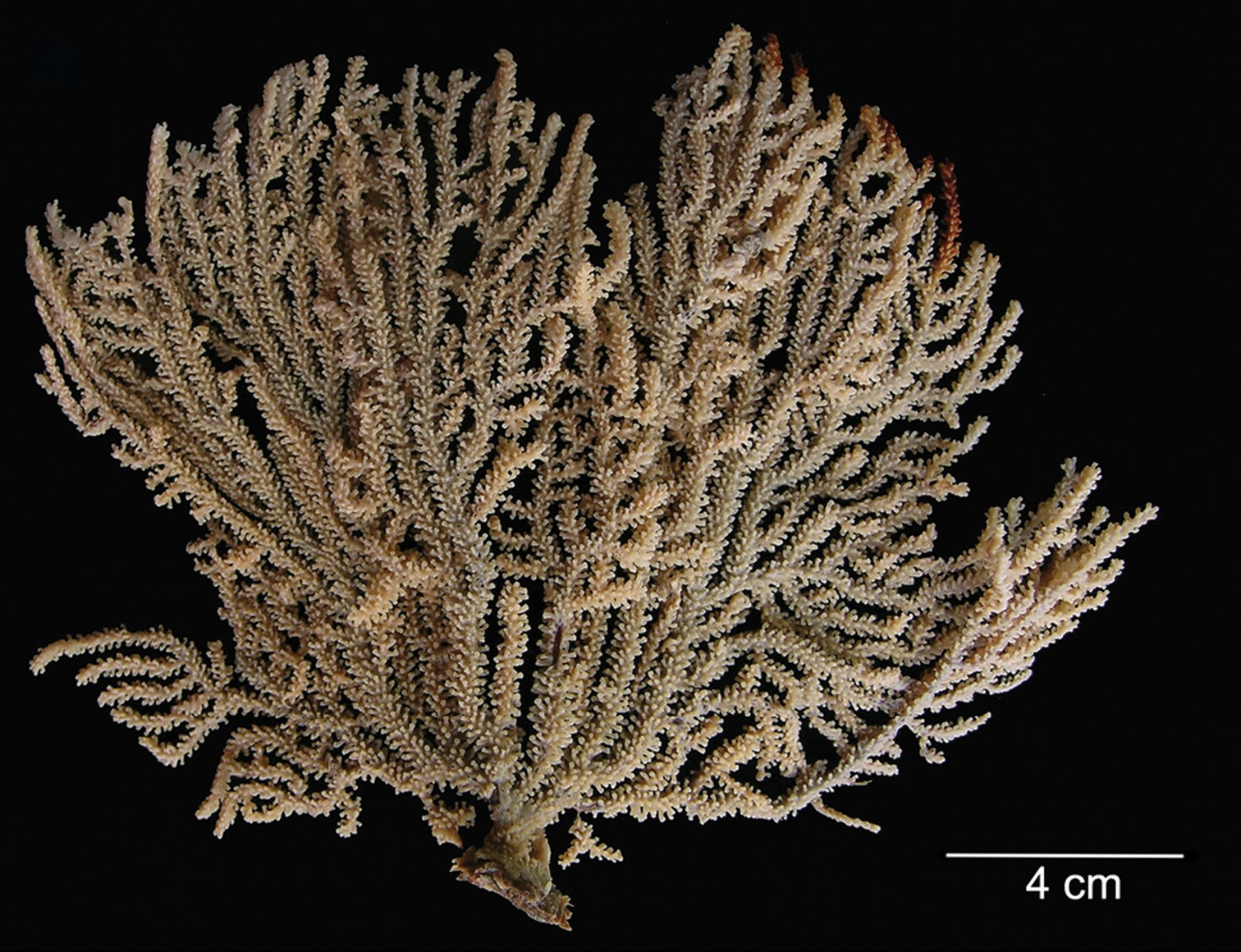
Muricea mortensenii
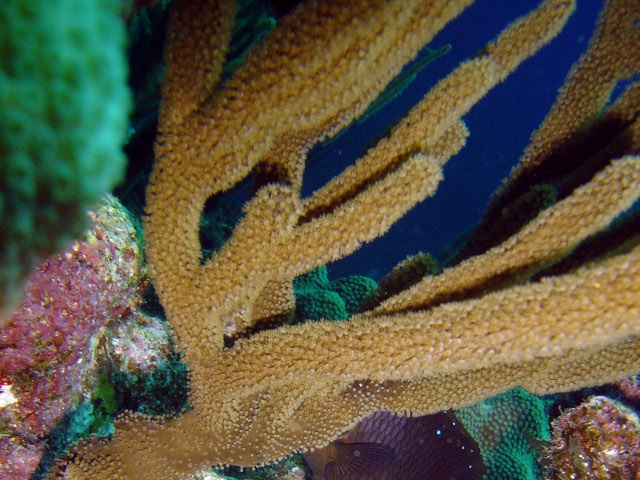
Pseudoplexaura sp.
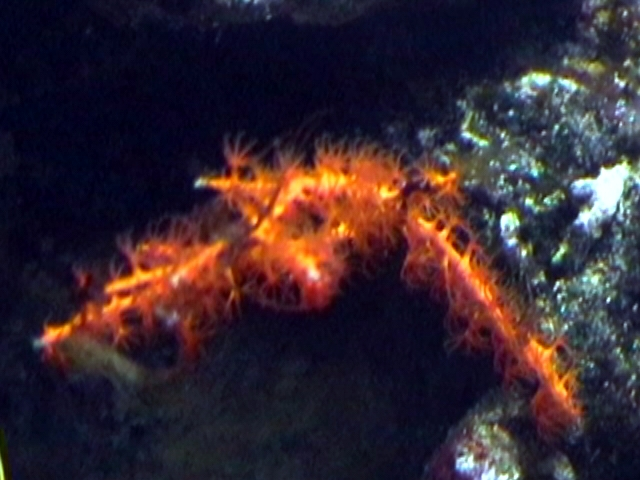
Swiftia exserta